# Alzatczycy
Alzatczycy (fr. Alsaciens, niem. Elsässer) – ludność Alzacji, liczebność około 1,65 mln. W procesie etnogenezy szczególną rolę odegrał najazd w V wieku germańskich Alemanów na terytorium zamieszkiwane przez zromanizowaną ludność celtycką. Większość stanowią katolicy, mniejszość – ewangelicy (luteranie). 
Istnienie narodowości alzackiej jest kwestią sporną. Do II wojny światowej etnografowie niemieccy uznawali mieszkańców Alzacji za Niemców, po wojnie kwestia ta nie jest podejmowana, gdyż zagadnienie to jest ściśle związane z problemem nacjonalizmu niemieckiego.
Natomiast większość badaczy francuskich uważa Alzatczyków za Francuzów używających jednego z dialektów języka niemieckiego (czasem wyodrębnianego jako osobny język alzacki).
Sami Alzatczycy w ostatnich latach coraz częściej uważają się za odrębny naród, mniejszość z nich uznaje się za Francuzów, zaś najmniej liczna grupa – za Niemców.